# Леки крайцери тип „Нин Хай“
Нин Хай (на китайски: 甯海, на английски: Ning Hai) са серия от два леки крайцера на ВМС на Китай. През 1930-те години са най-съвременните кораби в китайския флот и най-малките в класа на леките крайцери. По-късно – лидери на ескортни кораби (ескортни крайцери) в японския флот. Участват в Японо-китайската и Втората световна война в Тихия океан.
В съответствие с Лондонския морски договор от 1930 г. Част 3, крайцерът от типа „Нин Хай“ съответства на крайцер категория „b“ (стандартна водоизместимост над 1850 дълги тона (1880 метрични тона), главен калибър на артилерийската установка: над 130 mm и под 155 mm).

## Представители на проекта
„Нин Хай“  („Ning Hai“) – заложен на 20 февруари 1931 г. на стапела на фирмата „Harima Zosensho“ в Аиои (Япония), спуснат на вода на 10 октомври 1931 г., въведен в строй на 1 септември 1932 г. От 1944 г. „Йошима“ („Ioshima“).
 „Пин Хай“  („Ping Hai“) – заложен на 28 юни 1931 г. в корабостроителницата „Kiangnan“ в Шанхай (Китай), спуснат на вода на 28 септември 1935 г., въведен в строй на 18 юни 1936 г. От 1944 г. „Ясошима“ („Yasoshima“)

## История на строителството
Към края на 1920-те години крайцерските сили на ВМФ на Китай се състоят от четири бронепалубни крайцера построени в края на XIX век и два учебни крайцера, постъпили във флота в навечерието на Първата световна война (за крайцери също се считат и няколко канонерки). Приетата през 1929 г. от правителството на партията Гоминдан мащабна военноморска програма предполага включването в китайския флот на самолетоносач, два тежки и два леки крайцера. Фактически по финансови условия Китай може да води преговори за поръчка само на леки крайцери с намален тонаж. След преговори с корабостроителни компании от Великобритания, САЩ, Германия и Япония в края на 1930 г. е достигнато съглашение с японската фирма „Харима“.
Контрактът предполага строителството на един крайцер в Япония, а на втория – в Китай с техническо съдействие на японската страна. Независимо от влошаването на японо-китайските отношения – въоръжените конфликти в Манджурия и Шанхай – строеният в Япония крайцер „Нин Хай“ е предаден в къси срокове и пристига в Китай през 1932 г. Но строителството на „Пин Хай“ в Шанхай фактически спира поради отзоваването на японските специалисти. Китай прави опити да дострои кораба самостоятелно, в т.ч. – с привличане на немски фирми, но фактически работите са възобновени едва след завръщането през август 1934 г. в шанхайската корабостроителница на японците, начело с директора на фирмата „Харима“. През октомври 1935 г. „Пин Хай“ е преведен в Япония, където е окончателно достроен.

## Конструкция
В основата на проекта е японският експериментален лек крайцер „Юбари“, съвместяващ малки размери със силно въоръжение. В крайцерите от типа „Нин Хай“ японските конструктори демонстрират последващото развитие на тази идея, помествайки в още по-малък корпус по-мощно въоръжение, отказвайки се при това от високата скорост. Така „Нин Хай“ и „Пин Хай“ стават най-миниатюрните леки крайцери в света (макар понякога даденият тип да се класифицира като шлюп или канонерска лодка).
„Нин Хай“ има достатъчно широк стоманастоманен корпус с издължен полубак, сдвоен масивен комин, две триноги мачти, съвместени с извисени надстройки. Броневата защита на корпуса се състои от главен пояс с височина 3,5 m и дюймова дебелина в централната част и по-тесен пояс по водолинията от 1,5 m с 3 дюйма броня на носа и кърмата; плоската бронепалуба има дебелина 19 mm в централната част и 25 mm по краищата на кораба.
При водоизместимост само от 2,5 хил. тона основното въоръжение на малкия лек крайцер е съпоставимо с артилерията на много по-голям кораб и съставлява шест 5,5-дюймови оръдия в три двуоръдейни кули. Кулите са разположени надлъжно по корпуса по „ретирадната схема“: една – на извисения полубак, две последователно-терасовидно – в кърмовата част. На фокмачтата има поставена лицензионна автоматична система за управление на огъня на фирмата „Викерс“. Зенитното въоръжение съставляват шест 3-дюймови зенитни оръдия – четири побордно, по едно на носовата и кърмовата надстройки, а също десет картечници. В района на комина, по всеки борд има по сдвоен въртящ се 533-милиметров торпеден апарат. Също се предполага базирането на „Нин Хай“ на два поплавкови хидросамолета „Аичи АВ-3“: един в закрит хангар, друг открито на палубата. Катапулт за пускане не се предвижда, хидросамолетите се спускат във водата с помощта на кран при спрял съд.
Крайцерът има архаична двигателна установка: вместо станалите обичайни през 1930-те турбини трите винта се привеждат в действие от три вертикални 4-цилиндрови парни машини с тройно разширение (две в носовите странични машинни отделения, една в централното кърмово МО), които се захранват от четири водотръбни парни котела (два в носовото котелно отделение – с въглищно отопление; два в кърмовото КО – с мазутно). „Нин Хай“ развива на изпитанията мощност от 10,5 хил. к.с. и развива скорост от 22 (по други данни – 23) възела, което е явно недостатъчно за боен кораб от подобен клас.
При експлоатацията на „Нин Хай“ са забелязани сериозни проблеми с устойчивостта на съда, поради което при достройката на „Пин Хай“ в проекта са направени изменения. Кърмовата парна машина и един от котлите са свалени, на тяхно място е сложен баласт; броят валове е намален до два; мощността на кораба е снижена на 7,5 хил. к.с., а максималната скорост – до 21 възела. Също за подобряване на устойчивостта са намалени горните надстройки, облекчена е фокмачтата, съкратено е зенитното въоръжение. „Пин Хай“ няма торпедно въоръжение и не носи хидросамолети (по някои данни, торпедните апарати са свалени и от „Нин Хай“).
Явно изпъкващи на фона на старите бронепалубни крайцери в китайския флот, „Нин Хай“ и „Пин Хай“ в съпоставка с морските сили на другите държави, опериращи във водите на Китай, могат да разчитат на успех в сражение само с канонерки. Да противодействат на по-големи кораби, особено в открито море, бавните китайски леки крайцери не са в състояние. По същество, при своята малобройност, на тях е отведена само представителна функция.

## Служба в китайския флот
На 26 август 1932 г. „Нин Хай“ е тържествено посрещнат в Шанхай. За първи път в изминалите 20 години ВМС на Китай се попълват с такъв значим за тях кораб. Веднага с пристигането му крайцерът става флагман на 1-ва ескадра на Централния флот. През юни 1934 г. „Нин Хай“ е на посещение в Йокохама, присъства на военноморския парад по случай погребението на адмирал Того Хейхачиро. През лятото на 1935 г. поради вътрешнополитически разногласия в китайското ръководство между 1-ва (Шанхайска) и 3-та (Кантонска) ескадри едва не става сражение. Главата на централното правителство Чан Кайшъ изисква превеждане от Кантон (Гуанджоу) в своята столица Нанкин на двата стари бронепалубни крайцера – 2-ри ранг „Хай Чи“ и 3-ти ранг „Хай Чжен“. Но командващият Централния флот адмирал Чжен Шоугуан (който е в опозиция на Чан Кайшъ), за да не допусне появата в правителството на неподчинени нему морски сили, обвинява екипажите на кантонските крайцери в метеж и изпраща против тях своите кораби.
На 21 юни 1935 г. близо до Хонконг „Хай Чи“ и „Хай Чжен“ посрещат шанхайската ескадра. Освен флагманския „Нин Хай“ в нея влизат еднотипните с „Хай Чжен“ стари бронепалубни крайцери от 3-ти ранг „Хай Юн“ и „Хай Чоу“, учебният крайцер „Ин Суей“ и канонерската лодка „Юн Сян“. Бившият флагман, 4300-тонният „Хай Чи“, е все още най-големият кораб в китайския флот с мощно въоръжение от две 8-дюймови и десет 4,7-дюймови оръдия; но неговият екипаж не се решава да влезе в бой с много по-малкия, но по-съвременен шанхайски крайцер. След няколко изстрела на „Нин Хай“ кантонските крайцери обръщат към Хонконг. Шанхайската ескадра ги блокира в британската колония, но Чан Кайшъ прехвърля към мястото на инцидента своя авиация. В края на краищата конфликтът е преодолян по мирен начин.
От април 1937 г. флагман на 1-ва китайска ескадра става по-новият „Пин Хай“, който е в тази роля само 6 месеца. През юли 1937 г. започва Китайско-японската война. Не решавайки да влязат в бой с превъзхождащите ги сили на японския флот, китайците потопяват своите стари крайцери, за да заградят фарватера, а по-съвременните „Пин Хай“, „Нин Хай“ и „Ин Суей“ са отведени под защитата на бреговите батареи до базата Цзянцзин в устието на Яндзъ. На 23 септември над 60 японски самолета, излетели от самолетоносача „Кага“ и полеви аеродруми близо до Шанхай, атакуват китайската ескадра по въздух. Четири самолета са свалени от огъня на зенитните оръдия, но „Пин Хай“ в резултат на попадения потъва в плитчините при брега, а „Нин Хай“ получава повреди и е потопен по време на следващото авионападение на 25 септември.

## Служба в японския флот
На 7 декември 1937 г. японските войски превземат Цзянцзин. През април 1938 г. китайските крайцери са извадени и отбуксирани в Шанхай, където преминават временен ремонт. Известно време „Нин Хай“ се използва като плаваща казарма. Японците планират предаването на бившите китайски крайцери на флота на марионетното правителство на Ван Чинвей, но през 1943 г. сами решават да използват трофейните кораби като лидери на ескортните съединения, за което те трябва да преминат през пълна реконструкция. Работите започват на бившия „Нин Хай“ през декември 1943 г., а на „Пин Хай“ – през януари 1944 г. На 1 юни 1944 г. корабите са преименувани съответно на „Йошима“ и „Ясошима“. Техните котли са преведени на нефтено отопление; напълно е изменено въоръжението: по две 120-mm универсални, тридесет 25-милиметрови зенитни оръдия и осем голямокалибрени картечници, а също два бомбомета и два бомбохвъргача за дълбочинни бомби.
На 19 септември 1944 г. „Йошима“ е потопен южно от остров Хоншу (Япония) от американската подводница „Шад“: На 19 септември 1944 г., няколко часа преди съмване, подводницата „Шад“ с помощта на радиолокационни и акустически прибори открива южно от остров Хоншу два кораба на противника. Лодката започва сближение с корабите в надводно положение, а на разсъмване се потапя, за да избегне среща с разрушител и продължава сближението, плавайки с подводен ход. В 5:53 вторият от откритите кораби прави неочакван завой, който води до това, че лодката се оказва в много изгодно положение за атака. Под насрещен ъгъл 90° командирът на лодката изстрелва четири торпеда, а след това дава заповед да се потопят на дълбочина, тъй като се появява ловец на подводници. Чуват се три характерни взрива на торпеда. (По мнение на американците, те са потопили фрегатата „Иводжима“).
„Ясошима“ участва в сраженията за Филипините, съпровождайки конвоите с евакуируеми войски. На 25 ноември 1944 г. ескортният крайцер е потопен от американски самолети на самолетоносача „Тикондерога“ заедно с тежкия крайцер „Кумано“ в залива Санта Крус на о. Лусон. През 1947 г. корпусът на бившия „Пин Хай“ е изваден и върнат в Китай, където се използва като плаващ причал.